# Taxus globosa
Taxus globosa (Тис мексиканський, англ. Canada yew, фр. l'if du Canada) — вид хвойних рослин родини тисових.

## Поширення, екологія
Країни проживання: Сальвадор; Гватемала; Гондурас; Мексика (Чьяпас, Ідальго, Нуево-Леон, Оахака, Пуебла, Керетаро, Сан-Луїс-Потосі, Тамауліпас, Веракрус). Знаходиться на висоті від 1000 до 3300 м над рівнем моря. Рослину майже завжди можна знайти в низькому і середньому шарі гірських лісів, дібров, і сосново-дубових лісів і розглядається як вид-індикатор для вологих лісів. віддає сильну перевагу вологим і затіненим ярам.

## Морфологія
Дерево або кущ до 4,6 м заввишки. Світло-зелене листя більше й гостріше, ніж у T. baccata, а зрілі червоні жіночі аріли (шишкоягоди) більші, ніж у будь-якого іншого тиса.

## Використання
Локально використовується для стовпів огорожі. Як і більшість інших видів Taxus, є потенційним джерелом протиракових препаратів. Тим не менше, його субпопуляції, ймовірно, занадто малі та розпорошені, щоб зробити збір дикорослих рослин комерційно життєздатним. Вирощування плантації є єдиним життєздатним і стійким варіантом.

## Загрози та охорона
Основною загрозою для цього виду є поточна надмірна експлуатація гірських хмарних лісів по всій Мексиці та Центральній Америці. Хоча вид відомий у кількох охоронних територіях, переважна більшість відомих місць знаходиться поза такими.